# Tres deseos (película de 2008)
Tres deseos es una película de drama romántico argentina de 2008 dirigida y escrita por Vivián Imar y Marcelo Trotta. Narra la historia de un matrimonio que atraviesa una crisis durante un viaje en Uruguay. Está protagonizada por Antonio Birabent, Florencia Raggi y Julieta Cardinali. La película se estrenó mundialmente el 30 de octubre de 2008 en el Festival de Cine de Roma, mientras que su lanzamiento en las salas de cines de Argentina fue el 5 de noviembre de 2009.

## Sinopsis
Cuenta la historia de Pablo y Victoria, un matrimonio de ocho años que se van a pasar un fin de semana en Colonia (Uruguay) para celebrar el cuadragésimo cumpleaños de ella, sin embargo, en su primer día en el lugar se produce una discusión entre ellos, que lleva a Pablo a alejarse y se reencuentra con Ana, una viejo amor que había dejado hace doce años atrás.

## Elenco
- Antonio Birabent como Pablo
- Florencia Raggi como Victoria
- Julieta Cardinali como Ana
- Javier Van de Couter como Julián
- Willy Lemos como El transformista

## Recepción

### Comentarios de la crítica
La película recibió reseñas medianamente favorables por parte de los críticos. Horacio Bernades de Página 12 describió que el filme es «técnicamente impecable, alternando cámara en mano con planos fijos y planos-secuencia con otros más breves, pero es una película de momentos». Diego Lerer de Clarín resaltó la actuación de Raggi, afirmando que es «la revelación» y «que con gestos sutiles compone a una Victoria que va descubriendo lo poco que le queda para darle a esa relación».
En una reseña para La Voz del Interior, Roger Koza escribió que la cinta es «formalmente inquieta y narrativamente despareja, pero no deja de ser un debut promisorio», siendo su virtud la «veta experimental» que presenta, aunque su punto débil es «el desnivel entre los intérpretes». Rodolfo Bella de La Capital señalo que el filme cuenta con un «ritmo pausado, más silencios que revelaciones y más información sugerida que datos concretos».

### Premios y nominaciones
| Lista de premios y nominaciones | Lista de premios y nominaciones                 | Lista de premios y nominaciones | Lista de premios y nominaciones | Lista de premios y nominaciones | Lista de premios y nominaciones |
| Año                             | Organización                                    | Categoría                       | Nominado/a(s)                   | Resultado                       | Ref(s)                          |
| ------------------------------- | ----------------------------------------------- | ------------------------------- | ------------------------------- | ------------------------------- | ------------------------------- |
| 2009                            | Festival Internacional de Cine de Kiev Molodist | Mejor actor                     | Antonio Birabent                | Ganador                         | [ 10 ]                          |
| 2010                            | Premios Sur                                     | Mejor actriz revelación         | Florencia Raggi                 | Nominada                        | [ 11 ]                          |
| 2010                            | Premios Sur                                     | Mejor música original           | Iván Wyszogrod                  | Nominado                        | [ 11 ]                          |